# Galaxiella nigrostriata
Galaxiella nigrostriata е вид лъчеперка от семейство Galaxiidae.

## Разпространение
Видът е разпространен в Австралия.